# Caecostenetroides ruderalis
Caecostenetroides ruderalis is een pissebed uit de familie Gnathostenetroidae. De wetenschappelijke naam van de soort is voor het eerst geldig gepubliceerd in 1990 door Stock & Vonk.